# 杨庙镇 (长丰县)
杨庙镇，是中华人民共和国安徽省合肥市长丰县下辖的一个乡镇级行政单位。

## 行政区划
杨庙镇下辖以下地区：
庙北社区、庙南社区、四树社区、孔岗村、大程村、双塘村、十井村、颜岗村、大路村、大元村、枣林铺村、陶店村、马郢村、豸铺村、云峰村、宋楼村和谷大郢村。